# منتخب بورتوريكو لكرة القدم الشاطئية
منتخب بورتوريكو لكرة القدم الشاطئية (بالإنجليزية: Puerto Rico national beach soccer team)‏ هو ممثل بورتوريكو الرسمي في المنافسات الدولية في كرة القدم، وكرة قدم شاطئية
، يديريه اتحاد بورتوريكو لكرة القدم.